# Parasha
Pour la section hebdomadaire de lecture de la Torah, voir Parasha de la semaine.
La parasha (héb. פרשה, « exposé », rendu en français par péricope, plur.: parashiot ou parashiyyot) est l'unité traditionnelle de division du texte de la Bible hébraïque selon la seule version admise dans le judaïsme, à savoir le texte massorétique. La division du texte en parashiot est indépendante de la numérotation des chapitres et des versets, qui ne font pas partie de la tradition des Massorètes. Les parashiot ne comportent pas non plus de numérotation. Cette division est la seule autorisée pour les rouleaux de la Torah. Néanmoins, les éditions juives imprimées du Pentateuque et de la Bible hébraïque possèdent les deux notations.
D'après la tradition juive, au retour de la captivité à Babylone, la Bible fut divisée en 54 sections hebdomadaires, également appelées sidrot (sing.: sidra), lesquelles comportent au total 669 sous-sections. Ces sections sont désignées par divers types d'espacement entre elles dans les rouleaux de Torah, ainsi que dans les rouleaux des Nevi'im ou des Ketouvim (en particulier les meguilot), et dans les codex massorétiques, mais certaines se distinguent par leur titre comme la Parashat Zakhor, la Parashat Kriyat Hayam, etc.
Une division du texte en parashiot qui serait incorrecte, que ce soit en indiquant une parasha à un endroit inapproprié ou par l'emploi d'une technique d'espacement inappropriée, rend le Sefer Torah halakhiquement impropre à la lecture selon Moïse Maïmonide.
La division en parashiot trouvée de nos jours dans les rouleaux de Torah des communautés juives ashkénazes et sépharades est basée sur la décision de Maïmonide. Lui-même se base sur le Codex d'Alep.

## Rationnel pour une division en sections
Dans la majorité des cas de figure, une nouvelle parasha commence à l'endroit où une nouvelle unité de narration ou de pensée est clairement indiquée dans le texte biblique. Chaque article du Décalogue, des Codes de l'Alliance ou de la Sainteté sont séparés par une parasha.
Cependant, toute tentative de vérifier systématiquement de telles divisions topiques implique un degré de subjectivité de la part du lecteur. Cet élément subjectif peut expliquer les différences entre les codes massorétiques quant aux détails sur la division en sections, ou pourquoi des versets semblant introduire un nouveau sujet ne sont pas l'objet d'une section séparée, ou encore pourquoi celle-ci apparaît au sein d'un récit apparemment continu.
Dans certains de ces cas cependant, la division en parashiyot est utilisée afin de mettre en exergue un verset particulier, par création d'une pause textuelle avant, après ou avant et après la lecture de ce verset.

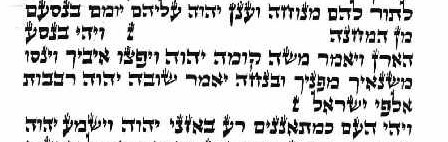
Illustration d'une section fermée et d'une section ouverte

## Techniques d'espacement
Dans la plupart des manuscrits et éditions juives modernes de la Bible, on distingue deux types de parashiyot : la "section ouverte" (parasha petou'ha) et la "section fermée" (parasha setouma). 
Une "section ouverte" est similaire dans les grandes lignes à un paragraphe moderne : le texte de la section précédente s'achève avant la fin de la colonne laissant une espace à la fin de la ligne), et la nouvelle section "ouverte" commence au début de la ligne suivante (mais sans indentation), ce qui laisse l'espace "ouverte" entre les deux sections. 
Une "section fermée" se marque quant à elle au milieu de la ligne de texte, la section précédente s'achevant sur la même ligne avant l'espace, et la section suivante commençant à la fin de la ligne. La section est donc dite "fermée" (plus littéralement "scellée") du fait de l'absence d'espace ouverte entre elle et la section suivante.
Une "section ouverte" (petouha) est souvent abrégée par la lettre "פ" (peh), et une "section fermée" (setouma) par la lettre "ס" (samekh) ou, en lettres latines, "P" et "S" respectivement.
Dans les codes massorétiques, les rouleaux médiévaux et ceux en usage dans les communautés juives originaires du Yémen, ces deux techniques d'espacement permettent un plus grand choix d'options :
- une "section ouverte" commence toujours au début d'une nouvelle ligne. Ceci pouvait être réalisé de la façon décrite ci-dessus, ou en laissant une ligne blanche entre les deux sections, ce qui permettait parfois à la section précédente de remplir sa dernière ligne de texte.
- une "section fermée" ne commence jamais au début d'une ligne. Ceci pouvait être réalisé de la façon décrite ci-dessus (une espace au milieu d'une ligne), ou en terminant la portion précédente avant la fin de la ligne, et en commençant la nouvelle section sur la ligne suivante, mais avec une indentation.

### Techniques d'espacementpour lescantiques
Outre les parashiot ouvertes et fermées, les Massorètes utilisent certaines espaces entre chaque verset (parfois au sein des versets même) afin de souligner le caractère important ou poétique de certaines sections, parmi lesquelles:
Torah
- Cantique de la Mer (Exode 15:1-19)
- Cantique de Moïse (Deutéronome 32)

Nevi'im
- Liste des rois canaanéens (Josué 12:9-24)
- Cantique de Deborah (Juges 5)
- Cantique de David (II Samuel 22)

Ketouvim
- Cantique des Saisons (Ecclésiaste 3:2-8)
- Liste des fils de Haman (Esther 9:6-10)
- Les champions de David (I Chroniques 11:26-47)
- Cantique d'Assaf (I Chroniques 16:8-36)

## Importancehalakhique
D'après la règle de Moïse Maïmonide, toute erreur concernant une parasha invalide complètement le rouleau de la Torah qui la porte. Maïmonide inclut dans ces erreurs une parasha qui se trouverait au mauvais endroit, qui serait absente (pas d'espacement entre deux sections) ou ne serait pas du bon type.
Cependant, dans un responsum du même Maïmonide, il indique qu'on peut réciter une berakha avant de lire un Sefer Torah inadéquatement recopié, car la prescription porte sur la lecture de la Torah elle-même et non sur le texte à partir duquel elle est effectuée.
La rigueur de la règle de Maïmonide, selon laquelle toute erreur dans les parashiyot invaliderait complètement un rouleau de la Torah, a conduit à un important débat halakhique qui n'est pas résolu à ce jour. Parmi les contradicteurs de Moïse Maïmonide, on trouve son fils, le Rav Abraham Maïmonide, le Rav Menahem Hameïri, Maharam Halava, Mahari Mintz et le rabbin Ovadia Yosef.
Tous concluent qu'un rouleau contenant des parashiyot basées sur une autre tradition scribale, qui serait en désaccord avec la liste des parashiyot établies par Maïmonide, demeure valide. Cependant, une erreur flagrante ne trouvant pas sa tradition dans une tradition scribale invalide le Sefer Torah, même au vu de ces opinions plus indulgentes.

## Les parashiyot dans laTorah
La liste suivante présente les divisions en parashiyot telle qu'on les trouve dans les Sifrei Torah selon le Mishneh Torah de Maïmonide, et le codex d'Alep sur lequel il s'était basé. Les quelques différences entre ces sources sont expliquées en notes de bas de page. Les cinq livres de la Torah ont été divisés selon leurs sections hebdomadaires.
Du fait de la stature de Moïse Maïmonide, les divisions en parashiyot de la Torah ont été grandement standardisées, et la liste ci-dessous reprend les divisions que l'on retrouve dans presque toutes les Bibles hébraïques imprimées de nos jours, les Sifrei Torah, ainsi que dans des textes similaires en ligne.
Symboles:
- {P} = parasha petou'ha ("section ouverte"), ressemblant à un nouveau paragraphe
- {S} = parasha setouma ("section fermée"), marquée par une espace blanche au milieu de la ligne
- {-} = pas de marque d'espacement indiquée

Note: seules les espaces entre deux sections sont listées : (S) ou (P) indiquent le statut de la seconde section qui commence par celle-ci, p.e. "Genèse {S} 5:32-6:4 {P}" est considéré comme une section fermée (setouma) parce qu'elle commence par {S}. Aucune marque d'espacement n'est indiquée devant la première section d'un livre biblique, ou après sa dernière section.

### Bereshit(Livre de la Genèse, premier livre duPentateuque)
Le texte hébreu de la Genèse avec les divisions en parashiyot peut être visualisé ici .
- Parashat Bereshit (Genèse 1:1-6:8): 1:1-5 {P} 1:6-8 {P} 1:9-13 {P} 1:14-19 {P} 1:20-23 {P} 1:25-31 {P} 2:1-3 {P} 2:4-3:15 {S} 3:16 {S} 3:17-21 {P} 3:22-24 {P} 4:1-26 {S} 5:1-5 {S} 5:6-8 {S} 5:9-11 {S} 5:12-14 {S} 5:15-17 {S} 5:18-20 {S} 5:21-24 {S} 5:25-27 {S} 5:28-31 {S} 5:32-6:4 {P} 6:5-8
- Parashat Noa'h (Gen. 6:9-11:32): {P} 6:9-12 {S} 6:13-8:14 {S} 8:15-9:7 {S} 9:8-17 {P} 9:18-29 {P} 10:1-14 {S} 10:15-20 {S} 10:21-32 {P} 11:1-9 {P} 11:10-11 {S} 11:12-13 {S} 11:14-15 {S} 11:16-17 {S} 11:18-19 {S} 11:20-21 {S} 11:22-23 {S} 11:24-25 {S} 11:26-32
- Parashat Lekh Lekha (Gen. 12:1-17:27): {P} 12:1-9 {P}

### Shemot(Livre de l'Exode, deuxième livre duPentateuque)
Le texte hébreu de l'Exode avec les divisions en parashiyot peut être visualisé ici.
- Parashat Ki Tissa (Exode 30:11-34:35): {P} 30:11-16 {P} 30:17-21 {P} 30:22-33 {S} 30:34-38 {S} 31:1-11 {P} 31:12-17 {S} 31:18;32:1-6 {P} 32:7-14 {S} 32:15-35 {S} 33:1-11 {P} 33:12-16 {P} 33:17-23 {P}[12] 34:1-36 {P} 34:27-35
- Parashat Vayaqhel (Ex. 35:1-38:20): {S} 35:1-3

### Vayiqra(Lévitique, troisième livre duPentateuque)
Le texte hébreu du Lévitique avec les divisions en parashiyot peut être visualisé ici .
- Parashat A'harei Mot (Lévitique 16:1-18:30): {S} 16:1-34 {P} 17:1-16 {P} 18:1-5 {S} 18:6 {S} 18:7 {S} 18:8 {S} 18:9 {S} 18:10 {S} 18:11 {S} 18:12 {S} 18:13 {S} 18:14 {S} 18:15 {S} 18:16 {S} 18:17-30
- Parashat Kedoshim (Lév. 19:1-20:27): {P} 19:1-22 {P} 19:23-32 {S} 19:33-37 {P} 20:1-27
- Parashat Emor (Lév. 21:1-24:23): {P} 21:1-9 {S} 21:10-15 {S} 21:16-24 {P} 22:1-16 {P} 22:17-25 {S} 22:26-33 {P} 23:1-3 {P} 23:4-4 {P} 23:9-14 {S} 23:15-22 {P} 23:23-25 {S} 23:26-32 {P} 23:33-44 {P} 24:1-4 {P} 24:5-9 {S} 24:10-12 {P} 24:13-23
- Parashat Behar (Lév. 25:1-26:2): {P} 25:1-7 {S} 25:8-24 {S} 25:25-28 {S} 25:29-34 {S} 25:35-38 {S} 25:39-46 {S} 25:47-26:2
- Parashat Be'houqotaï (Lév. 26:3-27:34): {P} 26:3-13 {P} 26:14-26 {S} 26:27-46 {P} 27:1-8 {S} 27:9-34

### Bemidbar(Livre des Nombres, quatrième livre duPentateuque)
Le texte hébreu du Livre des Nombres avec les divisions en parashiyot peut être visualisé ici.
- Parashat Bemidbar (Nombres 1:1-4:20): 1:1-19 {S} 1:20;21 {P} 1:22-23 {P} 1:22-23 {P}1:24-25 {P}1:26-27 {P}1:28-29 {P}1:30-31 {P}1:32-33 {P}1:34-35 {P}1:36-37 {P}1:38-39 {P} 1:40-41 {P}1:42-43 {P} 1:44-47 {P} 1:48-54 {P} 2:1-9 {S} 2:10-16 {S} 2:17 {S} 2:18-24 {S} 2:25-31 {P} 2:32-34 {P} 3:1-4 {P} 3:5-10 {P} 3:11-13 {P} 3:14-26 {S} 3:27-39 {S} 3:40-43 {P} 3:44-51 {P} 4:1-16 {P} 4:17-20
- Parashat Nasso (Nomb. 4:21-7:89): {P} 4:21-28 {S} 4:29-37 {S} 4:38-49 {P} 5:1-4 {P} 5:5-10 {P} 5:11-31 {P} 6:1-21 {P} 6:22-23 {S} 6:24 {S} 6:25 {S} 6:26 {S} 6:27 {S} 7:1-11 {S} 7:12-17 {P} 7:18-23 {P} 7:24-29 {P} 7:30-35 {P} 7:36-41 {P} 7:42-47 {P} 7:48-53 {P} 7:54-59 {P} 7:60-65 {P} 7:66-71 {P} 7:72-77 {P} 7:78-83 {P} 7:84-89
- Parashat Behaalotekha (Nomb. 8:1-12:16): {P} 8:1-4 {P}

### Devarim(Livre du Deutéronome, cinquième et dernier livre duPentateuque)
Le texte hébreu du Deutéronome avec les divisions en parashiyot peut être visualisé ici.
- Parashat Ki Tavo (Deutéronome 26:1-29:8): {P} 26:1-11 {S} 26:12-15 {S} 26:16-19 {P} 27:1-8 {S} 27:9-10 {S} 27:11-14 {S} 27:15 {S} 27:16 {S} 27:17 {S} 27:18 {S} 27:19 {-}[13] 27:20 {S} 27:21 {S} 27:22 {S} 27:23 {S} 27:24 {S} 27:25 {S} 27:26 {P} 28:1-14 {P} 28:15-68 {S} 28:69 {P} 29:1-8
- Parashat Nitzavim (Deut. 29:9-30:20): {P} 29:9-29:28 {S}

### Variantes
Des variations par rapport à cette liste peuvent être trouvées dans le Codex de Léningrad (qui sert de base à la Biblia Hebraica Stuttgartensia), ainsi que dans certains Sifrei Torah yéménites.

### Littérature citée
- Ofer, Yosef. "The Aleppo Codex and the Bible of R. Shalom Shachna Yelin" in Rabbi Mordechai Breuer Festschrift: Collected Papers in Jewish Studies, ed. M. Bar-Asher, 1:295-353. Jerusalem, 1992 (Hébreu).
- Penkower, Jordan S. "Maimonides and the Aleppo Codex". Textus 9 (1981):39-128 (Anglais).
- Penkower, Jordan S. New Evidence for the Pentateuch Text in the Aleppo Codex. Presses de l'Université Bar-Ilan : Ramat Gan, 1992 (Hébreu).